# Gregor Schlierenzauer
Gregor Schlierenzauer (* 7. ledna 1990 Innsbruck) je bývalý rakouský skokan na lyžích. Prvně na sebe upozornil 17. prosince 2005, kdy vyhrál závod „třetiligové“ série FIS v Predazzu. O několik týdnů později, 2. února 2006, se stal juniorským mistrem světa. Premiéru ve světovém poháru si odbyl 12. března 2006 v Oslu, kde skončil na 24. místě. Strmý vzestup pokračoval v letní sezóně. Závod Grand Prix v Courchevelu dokonce vyhrál.
Dne 3. prosince 2006 jako šestnáctiletý vyhrál v Lillehammeru svůj první závod světového poháru. Zařadil se tak mezi nejmladší vítěze v historii. Při své první účasti na Turné čtyř můstků dokázal vyhrát v Oberstdorfu a Bischofshofenu a celkově skončil druhý.
V Oberstdorfu roku 2008 se stal jako nejmladší v historii (pouhých 18 let a 47 dní) dvojnásobným světovým šampionem v skocích na lyžích a následně vyhrál celkové hodnocení světového poháru v sezoně 2008–2009. Na Mistrovství světa v Liberci 2009 se umístil na druhém místě za svým krajanem Wolfgangem Loitzlem a soutěž týmu suverénně ovládli.
V roce 2010 na ZOH ve Vancouveru získal dvě bronzové olympijské medaile v individuálním závodě na středním i velkém můstku a zlato v soutěži družstev na velkém můstku. Téhož roku se na Mistrovství světa v letech ve slovinské Planici umístil na druhém místě a v závodě týmů na prvním.
Roku 2011 se vrátil po zranění kolene a podařilo se mu vyhrát Mistrovství světa na velkém můstku s náskokem pouhých 0,3 bodu na druhého Thomase Morgensterna. V závodě týmu vyhrál jak na malém, tak na velkém můstku.
V roce 2012 Schlirenzauer na Turné čtyř můstků vyhrál závody v Oberstdorfu a Ga-Pa. Díky tomu turné suverénně ovládl.
Na Turné čtyř můstků 2012/2013 se v Oberstdorfu a Ga-Pa umístil na druhém místě a v Innsbrucku a Bischofshofenu vyhrál a díky tomu podruhé v kariéře zvítězil v celkovém hodnocení.
Dne 22. března 2018 vyrovnal světový rekord Stefana Krafta (253,5 m). Pokus ale nebyl uznán, protože se Schlierenzauer dotkl rukou sněhu.
V roce 2021 se Gregor rozhodl ukončit kariéru skokana na lyžích.
Jeho rodiče se jmenují Angelika a Paul Schlierenzauerovi, Gregor má dva sourozence – starší sestru Glorii a mladšího bratra Lucase.
Zajímavostí je, že Schlierenzauer vůbec neslyší na levé ucho.

## Vyhrané závody
| Datum              | místo                  | země      |
| ------------------ | ---------------------- | --------- |
| 3. prosince 2006   | Lillehammer            | Norsko    |
| 16. prosince 2006  | Engelberg              | Švýcarsko |
| 30. prosince 2006  | Oberstdorf             | Německo   |
| 7. ledna 2007      | Bischofshofen          | Rakousko  |
| 7. února 2007      | Klingenthal            | Německo   |
| 1. ledna 2008      | Garmisch-Partenkirchen | Německo   |
| 25. ledna 2008     | Zakopane               | Polsko    |
| 7. března 2008     | Lillehammer            | Norsko    |
| 9. března 2008     | Oslo                   | Norsko    |
| 14. března 2008    | Planica                | Slovinsko |
| 16. března 2008    | Planica                | Slovinsko |
| 6. prosince 2008   | Trondheim              | Norsko    |
| 21. prosince 2008  | Engelberg              | Švýcarsko |
| 10. ledna 2009     | Bad Mitternsdorf       | Rakousko  |
| 11. ledna 2009     | Bad Mitternsdorf       | Rakousko  |
| 17. ledna 2009     | Zakopane               | Polsko    |
| 24. ledna 2009     | Whistler               | Kanada    |
| 25. ledna 2009     | Whistler               | Kanada    |
| 31. ledna 2009     | Sapporo                | Japonsko  |
| 8. února 2009      | Willingen              | Německo   |
| 11. února 2009     | Klingenthal            | Německo   |
| 8. března 2009     | Lahti                  | Finsko    |
| 15. března 2009    | Vikersund              | Norsko    |
| 20. března 2009    | Planica                | Slovinsko |
| 5. prosince 2009   | Lillehammer            | Norsko    |
| 19. prosince 2009  | Engelberg              | Švýcarsko |
| 1. ledna 2010      | Garmisch-Partenkirchen | Německo   |
| 3. ledna 2010      | Innsbruck              | Rakousko  |
| 10. ledna 2009     | Bad Mitternsdorf       | Rakousko  |
| 22. ledna 2010     | Zakopane               | Polsko    |
| 23. ledna 2010     | Zakopane               | Polsko    |
| 6. února 2010      | Willingen              | Německo   |
| 12. února 2011     | Vikersund              | Norsko    |
| 13. února 2011     | Vikersund              | Norsko    |
| 18. března 2011    | Planica                | Slovinsko |
| 9. prosinec 2011   | Harrachov              | Česko     |
| 30. prosinec 2011  | Oberstdorf             | Německo   |
| 1. ledna 2012      | Garmisch-Partenkirchen | Německo   |
| 21. ledna 2012     | Zakopane               | Polsko    |
| 4. února 2012      | Val di Fiemme          | Itálie    |
| 25. listopadu 2012 | Lillehammer            | Norsko    |
| 8. prosince 2012   | Soči                   | Rusko     |
| 16. prosince 2012  | Engelberg              | Švýcarsko |
| 4. ledna 2013      | Innsbruck              | Rakousko  |
| 6. ledna 2013      | Bischofshofen          | Rakousko  |
| 26. ledna 2013     | Vikersund              | Norsko    |
| 3. února 2013      | Harrachov              | Česko     |
| 3. února 2013      | Harrachov              | Česko     |
| 17. března 2013    | Oslo                   | Norsko    |
| 22. března 2013    | Planica                | Slovinsko |
| 29. listopadu 2013 | Kuusamo                | Finsko    |
| 6. prosince 2014   | Lillehammer            | Norsko    |

## Úspěchy na OH
- Zimní olympijské hry 2010 – 1. místo v soutěži družstev (K120)
- Zimní olympijské hry 2010 – 3. místo (K120)
- Zimní olympijské hry 2010 – 3. místo (K90)
- Zimní olympijské hry 2014 – 2. místo v soutěži družstev